# Новопетрівська сільська рада (Великобілозерський район)
Новопетрівська сільська́ ра́да — адміністративно-територіальна одиниця та орган місцевого самоврядування в Великобілозерському районі Запорізької області. Адміністративний центр — село Качкарівка.

## Загальні відомості
- Територія ради: 68,87 км²
- Населення ради: 1 028 осіб (станом на 2001 рік)
- Територією ради протікає річка Білозерка

## Населені пункти
Сільській раді підпорядковані населені пункти:
- с. Велика Білозерка (частина 2 села, код КОАТУУ 2321186502) (населення 724[1] 2001 р.)
- с. Качкарівка
- с. Новопетрівка

## Склад ради
Рада складається з 14 депутатів та голови.
- Голова ради: Мініна Світлана Григорівна
- Секретар ради: Лихач Віра Яківна

### Керівний склад попередніх скликань
| Прізвище, ім'я, по батькові | Основні відомості                                                                                     | Дата обрання | Дата звільнення |
| --------------------------- | --- | ------------ | --------------- |
| Мініна Світлана Григорівна  | Сільський голова, 1962 року народження, освіта середня спеціальна, член Соціалістичної партії України | 26.03.2006   | 31.10.2010      |
| Мініна Світлана Григорівна  | Сільський голова, 1962 року народження, освіта середня спеціальна, позапартійна                       | 31.10.2010   |                 |

Примітка: таблиця складена за даними сайту Верховної Ради України

### Депутати
За результатами місцевих виборів 2010 року депутатами ради стали:

#### За суб'єктами висування
| Суб'єкт висування | Кількість обраних депутатів | %    |
| ----------------- | --------------------------- | ---- |
| Самовисування     | 11                          | 78,6 |
| Партія регіонів   | 3                           | 21,4 |

#### За округами
| № округу        | Прізвище, ім'я, по батькові   | Дата визнання обраним | Освіта  | Партійна приналежність | Відомості про обраного депутата                         |
| --------------- | ----------------------------- | --------------------- | ------- | ---------------------- | ------------------------------------------------------- |
| Партія регіонів |                               |                       |         |                        |                                                         |
| 3               | Вільбой Сергій Дмитрович      | 02.11.2010            | середня | член Партії регіонів   | СВК «Росія», зварювальник                               |
| 12              | Маловічко Віктор Олексійович  | 02.11.2010            | вища    | член Партії регіонів   | Новопетрівська загальноосвітня школа № 2, вчитель хімії |
| 13              | Маловічко Микола Павлович     | 02.11.2010            | середня | член Партії регіонів   | тимчасово не працює                                     |
| Самовисування   |                               |                       |         |                        |                                                         |
| 1               | Василенко Ірина Семенівна     | 02.11.2010            | вища    | позапартійна           | СВК «Росія», головний економіст                         |
| 2               | Ворона Анатолій Миколайович   | 02.11.2010            | середня | позапартійний          | СВК «Росія», бригадир                                   |
| 4               | Зубко Володимир Федорович     | 02.11.2010            | середня | позапартійний          | СВК «Росія», бригадир МТФ                               |
| 5               | Гусев Руслан Миколайович      | 02.11.2010            | середня | позапартійний          | СВК «Росія», інженер гідротехнік                        |
| 6               | Дума Іван Семенович           | 02.11.2010            | середня | позапартійний          | тимчасово не працює                                     |
| 7               | Макуха Михайло Васильович     | 02.11.2010            | середня | позапартійний          | СВК «Росія», комбайнер                                  |
| 8               | Шеремет Олександр Васильович  | 02.11.2010            | вища    | позапартійний          | СВК «Росія», замісник голови                            |
| 9               | Работягін Олексій Олексійович | 02.11.2010            | середня | позапартійний          | СВК «Росія», завідувачем зернового складу               |
| 10              | Базна Тетяна Юріївна          | 02.11.2010            | середня | позапартійна           | СВК «Росія», рахівник                                   |
| 11              | Лихач Віра Яківна             | 02.11.2010            | вища    | позапартійна           | Новопетрівська сільська рада, секретар                  |
| 14              | Візнюк Тетяна Іванівна        | 02.11.2010            | середня | позапартійна           | СВК «Росія», лаборантом                                 |